# Neoglyptatelus
Neoglyptatelus es un género extinto de gliptodonte, un grupo de mamíferos herbívoros cingulados, emparentados con los actuales armadillos (familia Dasypodidae), si bien se diferencian de ellos por su adaptación a la dieta herbívora, el acortamiento del cráneo y la conversión de sus bandas acorazadas del dorso en una suerte de único caparazón defensivo. Neoglyptatelus es un miembro primitivo del grupo, habiendo existido en el período Mioceno medio de la zona de La Venta (formación Villavieja), en el departamento de Huila, en Colombia. Perteneció a la subfamilia de los Glyptodontinae, gliptodontes primitivos conocidos hasta entonces del Oligoceno de Argentina, que aparentemente pudieron sobrevivir de manera relictual en el norte de Suramérica en el Neógeno.
Neoglyptatelus originalis, la especie tipo (cuyo nombre añade la palabra neos, "nuevo" en griego, al nombre Glyptatelus, mientras que el nombre de especie originalis hace referencia a su origen), fue originalmente descrita en 1997 sobre la base de restos de una coraza y varios osteodermos (placas óseas) de la misma. Dichos osteodermos eran de unos 20 milímetros de largo, 16 mm de ancho y 9 mm de grosor, con superficie lisa, dando a entender de que se trataba de una especie mediana, menor en tamaño a sus parientes Glyptatelus y Clypeotherium; una segunda especie, N. sincelejanus, fue descrita posteriormente a partir de placas de la armadura y un tubo caudal en la zona norte de Colombia, en el departamento de Sucre, cerca de la ciudad de Sincelejo (en la formación geológica homónima) datando también del Mioceno medio (edad Laventense). Se diferencia de N. originalis en sus placas más pequeñas y convexas (de 16 mm de largo y 5 mm de grosor), con mayor separación entre ellas. Estos hallazgos muestran como este grupo de gliptodontes se extinguió rápidamente en el sur, pero algún linaje migró previamente hacia el norte y pudo sobrevivir en el Mioceno, hasta poco antes de la principal actividad orogénica andina.